# Troiano (higo)
Troiano es un cultivar de higuera higo común Ficus carica unífera es decir de higos de otoño, de higos con epidermis color amarillo limón, a veces ligeramente teñido de marrón en el lado expuesto al sol, numerosas lenticelas. Muy cultivado en la isla de Chipre desde la antigüedad. También muy cultivado en Sicilia. En América del Norte son capaces de ser cultivadas en USDA Hardiness Zones 7 a 10.

## Sinonimia
- „Troiana“ en la isla de Chipre
- „Trojano“ en Italia (Nápoles),[5]
- „Campanella“ en Italia
- „Smith Island Lemon“ en Estados Unidos[6]

## Historia
Los higos 'Troiano' fueron descritos por Porta (1583, 1592), Gallesio
(1817), Semmola (1845), Gasparrini (1845, como Ficus leucocarpa), Duchartre (1857),
Pasquale (1876), Savastano (1885), Eisen (1901), Pellicano (1907), Guglielmi (1908),
Vallese (1909), Ferrari (1912), Condit (1947) y Tamaro (1948, con dibujo).
Semmola da ilustraciones de hojas y frutos; también por Vallese, quien consideró
Campanella como sinónimo. Porta y luego Gallesio consideraron que Troiano era el mismo
variedad listada por Plinio bajo el nombre de Livia. En las cercanías de Nápoles esta variedad es ampliamente cultivada, y es muy apreciado por su producción de fruta durante un largo período de tiempo, la temporada a finales de verano y otoño. 'Albo', que algunos autores consideran lo mismo que Troiano, produce dos cultivos, y se trata en esta monografía como distinta. Una variedad encontrada creciendo en Smith Island, cerca de Crisfield, Maryland, y cultivado en California. La colección lo tiene catalogado bajo el nombre de 'Smith Island Lemon', ha demostrado ser prácticamente idéntica con Troiano. 'Troiana' es una variedad idéntica que crece en cualquier lugar de la isla de Chipre.

## Características
Las higueras 'Troiano' son de tipo higo común unífera. Árbol vigoroso; yemas terminales violeta verdoso. Hojas medianas, algo brillantes en su parte de arriba, en su mayoría de 3 lóbulos; senos superiores poco profundos; base cordada; márgenes crenados.
Los higos de verano-otoño son de tamaño de mediano a pequeño, hasta 1-1 / 2 pulgadas en
diámetro, de forma esférica a turbinado; peso promedio 35 gramos; cuello casi ausente, o cuando
presente, muy corto y grueso; tallo de hasta 3/4 de pulgada de largo, a menudo curvado; costillas estrechas, elevadas, bastante prominentes; ostiolo grande, abierto, escamas rosadas; lenticelas blancas discretas; superficie opaca, con floración delicada; piel marcada prominentemente entrecruzada en la madurez; color amarillo limón, a veces ligeramente teñido de marrón en el lado expuesto al sol; mesocarpio de tamaño grande y color blanco; pulpa de color 
fresa; Calidad justa a buena.
Da higos una vez al año y el tiempo de cosecha es de agosto a septiembre. Esta higuera no necesita polinización. Aunque si se poliniza mediante la caprificación los frutos son apreciablemente más grandes, peso promedio 41 gramos; color verde; pulpa oscura
fresa; con semillas fértiles.

## Cultivo
En Chipre está ampliamente cultivado en jardines y huertos particulares.
En Estados Unidos se han localizado tres árboles cultivados en California desde principios del siglo XX e identificado como Troiano; uno en Ontario, otro en Redwood City y un tercero en Vacaville.